# برزیل در المپیک تابستانی ۱۹۶۴
برزیل در بازی‌های المپیک تابستانی ۱۹۶۴ که در شهر توکیو ژاپن برگزار شد، کاروان برزیل با ۶۱ ورزشکار در این رقابت‌ها شرکت کرد و موفق به کسب ۱ مدال (۰ طلا، ۰ نقره، ۱ برنز) شد. در جدول رتبه‌بندی توزیع مدال‌ها، برزیل در ردهٔ ۳۵ مسابقات قرار گرفت.